# Dignomus fairmairei
Dignomus fairmairei is een keversoort uit de familie klopkevers (Ptinidae). De wetenschappelijke naam van de soort werd in 1895 gepubliceerd door Maurice Pic.